# كادو: الجواب الصحيح
'كادو: الجواب صحيح(باليابانية: 正解するカド، بالروماجي: Seikai Suru Kado) (بالإنجليزية: Kado: The Right Answer)‏ هو مسلسل أنمي ياباني تلفزيوني من إنتاج ستديو توئيه أنميشن. عرض مسلسل في 6 نيسان 2017. الحلقة صفر التي تحكي عن حدث ما قبل إقلاع شيندو وهاناموري بطائرة أذيعت حصريا على أمازون برايم فيديو في يابان وكرانشي رول.

## القصة
تدور القصة حول فتى يبدو كأنه بشري عادي ولكنه يمتلك قوى كبيرة تفوق أي شيء. يأتي إلى اليابان ليتفاوض مع البشر لصالح موطنه «آنيسو».

## وصلات خارجية
- موقع رسمي (باليابانية)
- كادو: الجواب الصحيح على موقع ANN anime (الإنجليزية)

 (بالإنجليزية)